# بيلي يونغ
بيلي يونغ (بالإنجليزية: Billy Young)‏ (1 يناير 1938 بدبلن في جمهورية أيرلندا - 17 أبريل 2025) هو لاعب كرة قدم أيرلندي في مركز الدفاع. لعب مع نادي بوهيميان.

## وصلات خارجية
- بيلي يونغ على موقع قاعدة بيانات كرة القدم.إي يو (الإنجليزية)